# Guémar
Guémar (en alsacià Geemàr) és un municipi francès, situat a la regió del Gran Est, al departament de l'Alt Rin. L'any 1999 tenia 1.314 habitants.

## Demografia
| 1962 | 1968 | 1975  | 1982  | 1990  | 1999  |
| ---- | ---- | ----- | ----- | ----- | ----- |
| 841  | 847  | 1.002 | 1.051 | 1.162 | 1.314 |

## Administració
| Període   | Identitat       | Partit |
| --------- | --------------- | ------ |
| 2001-2008 | François Haas   |        |
| 2008-     | Umberto Stamile |        |

## Agermanaments
- Gardona